# Béal an Mhuirthead
Béal an Mhuirthead (anglisiert Belmullet) ist eine Stadt in Irland. Sie liegt im Westen des Countys Mayo in der Provinz Connacht, am Zugang zur Halbinsel An Muirthead. Béal an Mhuirthead liegt in einer Gaeltacht-Region. In der Stadt leben 1019 Einwohner (Stand 2016).

## Geschichte
Der Ort wurde 1715 von Sir Arthur Shaen gegründet. Zur Entwässerung des Sumpflandes ließ er einen Kanal anlegen, wodurch dann auch kleine Boote zwischen der Blacksod Bay und der Broadhaven Bay verkehren konnten.
Anfang des 19. Jahrhunderts übernahm William Henry Carter einen großen Teil des Landbesitzes. Unter seiner Verwaltung wurde die Straße nach Castlebar angelegt und eine Pier für Schiffe bis 100 BRT errichtet. Hierdurch entwickelte sich die Stadt positiv, so dass 1832 eine katholische und 1857 eine protestantische Kirche errichtet wurde. 1847 nahm ein fischverarbeitender Betrieb seine Produktion auf.

## Wirtschaft
Im Jahr 1996 wurde vor der Küste ein Erdgasvorkommen entdeckt. Zur wirtschaftlichen Nutzung des Vorkommens wurde von 2004 bis 2015 das Corrib-Gasprojekt (Irisch: Tionscanamh Ghás Aiceanta na Coiribe), als erschlossenes Erdgasvorkommen, entwickelt und eröffnet. Das Projekt umfasst eine Erdgaspipeline und eine Onshore-Gasraffinerie, die 2015 mit der Gasproduktion begann. Während seiner Entwicklung stieß das Projekt auf erheblichen Widerstand. Der Betreiber Vermilion Energy erlöste 2022 222,2 Millionen € Das geförderte Erdgas entspricht etwa 25 % der  2022 in Irland geförderten Gesamtmenge.

## Persönlichkeiten
- John Patrick Murphy (1909–1997), römisch-katholischer Geistlicher und Bischof von Port Elizabeth